# Сент-Мартін (парафія)
Шаблон:StateAbbr_ 30°08′ пн. ш. 91°37′ зх. д. / 30.13° пн. ш. 91.61° зх. д.
Округ  Сент-Мартін (англ. St. Martin Parish) — округ (парафія) у штаті  Луїзіана, США. Ідентифікатор округу 22099.

## Демографія
За даними перепису 
2000 року 
загальне населення округу становило 48583 осіб, зокрема міського населення було 15885, а сільського — 32698.
Серед мешканців округу чоловіків було 23831, а жінок — 24752. В окрузі було 17164 домогосподарства, 12983 родин, які мешкали в 20245 будинках.
Середній розмір родини становив 3,22.
Віковий розподіл населення поданий у таблиці:
| Стать    | До 15 років | 15-21 | 22-29 | 30-39 | 40-49 | 50-65 | 65-85 | Понад 85 |
| -------- | ----------- | ----- | ----- | ----- | ----- | ----- | ----- | -------- |
| Чоловіки | 6063        | 2761  | 2392  | 3474  | 3663  | 3386  | 1929  | 163      |
| Жінки    | 5718        | 2634  | 2491  | 3763  | 3778  | 3540  | 2458  | 370      |

## Суміжні округи
- Сент-Ландрі — північ
- Пуант — північний схід
- Ібервіль — схід
- Ассумпсьйон — південний схід
- Сент-Мері — південний захід
- Лафаєтт — захід
- Іберія — південь / північ

## Виноски
1. ↑  U.S. Decennial Census. United States Census Bureau. Процитовано 1 вересня 2014.
2. ↑  Historical Census Browser. University of Virginia Library. Архів оригіналу за 11 серпня 2012. Процитовано 1 вересня 2014.
3. ↑  Population of Counties by Decennial Census: 1900 to 1990. United States Census Bureau. Процитовано 1 вересня 2014.
4. ↑  Census 2000 PHC-T-4. Ranking Tables for Counties: 1990 and 2000 (PDF). United States Census Bureau. Процитовано 1 вересня 2014.
5. ↑  State & County QuickFacts. United States Census Bureau. Архів оригіналу за 6 червня 2011. Процитовано 18 серпня 2013. [Архівовано 2011-06-06 у Wayback Machine.](англ.) Наведено за англійською вікіпедією.
6. ↑  American FactFinder. Бюро перепису населення США. Архів оригіналу за 26 лютого 2012. Процитовано 31 січня 2008. [Архівовано 2008-05-21 у Wayback Machine.]

| США | Це незавершена стаття з географії США. Ви можете допомогти проєкту, виправивши або дописавши її. |